# Eisen(III)-sulfid
Eisen(III)-sulfid  Fe2S3 ist eine feste, schwarze  Substanz, die jedoch bereits bei Raumtemperatur in ein gelblichgraues Pulvergemisch aus Eisen(II)-sulfid und Schwefel zerfällt.

## Darstellung und Eigenschaften
Gibt man zu einer eisgekühlten wässrigen Lösung von Eisen(III)-chlorid eine ebenfalls gekühlte wässrige Lösung von Natriumsulfid, so bildet sich ein schwarzer Niederschlag von Eisen(III)-sulfid
{\displaystyle \mathrm {2\ FeCl_{3}+\ 3\ Na_{2}S\longrightarrow Fe_{2}S_{3}\downarrow +\ 6\ NaCl} }
der jedoch oberhalb 20 °C in FeS und Schwefel zerfällt
{\displaystyle \mathrm {Fe_{2}S_{3}\longrightarrow 2\ FeS+S\downarrow } }
Mit Salzsäure erfolgt eine Zersetzung gemäß folgender Reaktionsgleichung:
{\displaystyle \mathrm {Fe_{2}S_{3}+4\ HCl\longrightarrow 2\ FeCl_{2}+2\ H_{2}S\uparrow +\ S\downarrow } }
Die Verbindung besitzt eine Kristallstruktur vom Spinelltyp.